# Tabernacolo di via dei Malcontenti
Il grande tabernacolo di via dei Malcontenti, o di Sant'Onofrio, si trova all'incrocio tra via dei Malcontenti, via delle Casine e via San Giuseppe a Firenze. Faceva anticamente parte dello spedale dei Tintori.

## Storia e descrizione
Questo tipo di tabernacolo a mensa, originariamente usato come altare per celebrare le messe del lazzeretto all'aperto, aveva anche lo scopo di rasserenare con immagini sacre il passaggio dei condannati a morte (i malcontenti, appunto) e se ne trovano altri lungo tutto il tragitto dal Bargello ai patiboli, come quello del Bargello o il tabernacolo delle Stinche in via Ghibellina.
L'edicola con volta a botte e timpano affrescati, è decorata al centro da un grande affresco con la Madonna col Bambino in maestà tra i santi Giovanni e Pietro e due angeli, opera attribuita a Niccolò Gerini o a un suo seguace e riferibile al 1416. Vasari lo riferì erroneamente a un pittore più vecchio, attivo nella prima metà del Trecento, Jacopo del Casentino, ipotesi decisamente scartata oggi dalla critica.
Dal lato di via dei Malcontenti permane, a ricordo dell'antica destinazione dell'intero isolato, uno scudo con l'insegna dell'Arte dei Tintori, costituita da un pillo e da un mazzapicchio incrociati: il tabernacolo si appoggiava infatti originariamente sulle mura dell'orto dello spedale dei Tintori, eretto da quest'Arte e dedicato a sant'Onofrio.
Trasformato nell'Ottocento e restaurato ai primi del Novecento, il tabernacolo ebbe l'affresco strappato nel 1957 da Giuseppe Rosi, che con l'occasione riscoprì anche una bella sinopia. Fu quindi sostituito da una copia realizzata da Cesare e Lamberto Benini, che è quella che ancora oggi si ammira . Danneggiato dall'alluvione del 4 novembre 1966 il tabernacolo fu restaurato nel 1999 per iniziativa del Comune di Firenze.
Sinopia e quello che resta dell'affresco centrale sono oggi espositi nella chiesa di Sant'Antonino a Bellariva, mentre quello che si vede in loco è una copia otto/novecentesca.
Vicino all'affresco, su via delle casine, si trova una lapide del 1398 parla di un fosso che passava di qui sbucando in Arno (è abrasa per metà, ma nota da trascrizioni):
| MCCCLXXXXVIII DEL MESE DI NOVEMBRE FU CO(n)CEDUTO E CO(n)SENTITO P(er) L'OFFICIO ET OFFICIALI DELLA TORRE ALLA C OMPAGINA ET SPEDALE DI SMTO NOFRI IN LUOGO D'ELEMO SINA P(er) PIU LORO COMODITA ET P(er) PIU BELLEZZA DELLE VIE DALLATO DI POTERE MURARE DENTRO A QUESTE MUR A LA FOSSA CHE VA VERSO EL FIUME D ARNO LA QUALE E TUCTA DEL COMUNE ET FU RISERVATO I(n) P(er) PETUO AL DECTO COMUNE ET OFFICIO POTERE DOGNI TEMPO ENTRARE NEL PRESENTE GIARDINO A VEDERE ET P ROVEDERE LE RAGIONI D ESSO COMUNE ETFARE TENERE NETTA ET RIMONDA LA DETTA FOS SA COME ET QUANTO NELLA LORO DELIBERA TIONE APPARISCE |